# Čchö Suk-i
Čchö Suk-i (* 17. února 1980) je bývalá korejská zápasnice-judistka.

## Sportovní kariéra
V korejské reprezentaci se pohybovala od roku 1998. Medaile vozila z asijských her a mistrovství, na kterých ve finálových bojích pravidelně nestačila na čínské soupeřky. V roce 2000 prohrála korejskou nominaci na olympijské hry v Sydney s Kim Son-jong. V roce 2004 se kvalifikovala na olympijské hry v Athénách. V úvodním kole podlehla na ippon Tee Donguzašviliové z Ruska, ale přes opravy nakonec vybojovala 7. místo. Sportovní kariéru ukončila v roce 2006.

## Výsledky

### Váhové kategorie
| Turnaj            | 1998       | 1999       | 2000       | 2001       | 2002       | 2003       | 2004       |
| Turnaj            | 18         | 19         | 20         | 21         | 22         | 23         | 24         |
| Turnaj            | těžká váha | těžká váha | těžká váha | těžká váha | těžká váha | těžká váha | těžká váha |
| ----------------- | ---------- | ---------- | ---------- | ---------- | ---------- | ---------- | ---------- |
| Olympijské hry    |            |            | —          |            |            |            | 7.         |
| Mistrovství světa |            | úč.        |            | úč.        |            | úč.        |            |
| Asijské hry       | —          |            |            |            | 2.         |            |            |
| Mistrovství Asie  |            | —          | —          | 2.         |            | 2.         | 3.         |
| Akademické MS     | 3.         |            | —          |            | —          |            | —          |
| MS juniorů        | 2.         |            |            |            |            |            |            |

### Bez rozdílu vah
| Turnaj            | 1998 | 1999 | 2000 | 2001 | 2002 | 2003 | 2004 |
| Turnaj            | 18   | 19   | 20   | 21   | 22   | 23   | 24   |
| ----------------- | ---- | ---- | ---- | ---- | ---- | ---- | ---- |
| Mistrovství světa |      | 3.   |      | úč.  |      | úč.  |      |
| Asijské hry       |      |      |      |      | —    |      |      |
| Mistrovství Asie  |      | —    | 2.   | 2.   |      | —    | —    |
| Akademické MS     | úč.  |      | —    |      | —    |      | —    |